# Лабрюгьер (кантон)
Лабрюгье́р (фр. Labruguière, окс. La Bruguièira) — упразднённый кантон во Франции, находился в регионе Юг — Пиренеи, департамент Тарн. Входил в состав округа Кастр.
Код INSEE кантона — 8114. Всего в состав кантона Лабрюгьер входили 7 коммун, из них главной коммуной являлась Лабрюгьер.
Кантон был упразднён в марте 2015 года.

## Население
Население кантона на 2009 год составляло 12 637 человек.
| 1962 | 1968 | 1975 | 1982   | 1990   | 1999   | 2009   |
| ---- | ---- | ---- | ------ | ------ | ------ | ------ |
| 7887 | 8680 | 9124 | 10 274 | 10 783 | 11 300 | 12 637 |

## Коммуны кантона
| Коммуна                | Население, чел. (2010) | Код INSEE | Почтовый индекс |
| ---------------------- | ---------------------- | --------- | --------------- |
| Вальдюранк             | 824                    | 81307     | 81090           |
| Вивье-ле-Монтань       | 1783                   | 81325     | 81290           |
| Лабрюгьер              | 6231                   | 81120     | 81290           |
| Лагарриг               | 1774                   | 81130     | 81090           |
| Ноайак                 | 827                    | 81196     | 81490           |
| Сент-Аффрик-ле-Монтань | 744                    | 81235     | 81290           |
| Эскуссан               | 643                    | 81084     | 81290           |